# Colours of the Rainbow
Colours of the Rainbow est une chanson de la chanteuse britannique Alesha Dixon. Présentée en 2008 comme chanson promotionnelle sur son site internet, elle est maintenant uniquement disponible au téléchargement légal en France.